# محمد اسدوف
محمد اسدوف (ترکی آذربایجانی: Məhəmməd Əsədov Nəbi oğlu; ۵ دسامبر ۱۹۴۱ – ۲۰ نوامبر ۱۹۹۱) سیاست‌مدار اهل اتحاد جماهیر شوروی سوسیالیستی بود.